# 冲压发动机

衝壓引擎示意圖

（a）渦輪噴射引擎，（b）衝壓引擎，（c）超燃衝壓引擎：壓縮，燃燒和膨脹區域。

衝壓引擎熱機循環圖

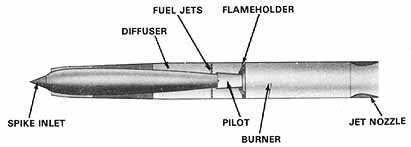
衝壓引擎示意圖

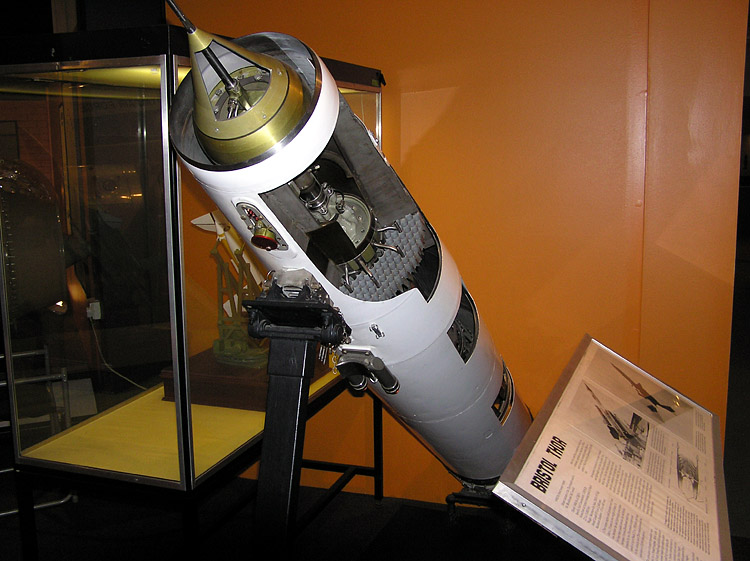
布裡斯托爾警犬導彈上的，布裡斯托爾雷神衝壓式噴射引擎，2.7馬赫。

衝壓引擎（Ramjet）是噴射引擎的一種，它利用了引擎的前向運動來壓縮空氣，而不使用帶有可旋轉葉片的壓縮機。衝壓引擎無法在空速為零的時候產生推力，因此無法使飛行器從靜止啟動。衝壓引擎主要是利用高速迎面氣流進入引擎後減速使空氣增壓的航空引擎。通常由進氣道（又稱擴壓器）、燃燒室和噴管組成。航空器飛行時迎面氣流在通過進氣道的過程中將動能轉變為壓力能，經壓縮後的空氣進入燃燒室與燃料混合進行等壓燃燒，生成的高溫燃氣在噴管中膨脹加速後排出，產生推力。
衝壓引擎需要相當高的速度才能良好作用，而在速度達到3馬赫左右的時候效率最佳。而衝壓引擎最高可以在6馬赫的速度下工作。
衝壓引擎的體積比較小，結構比較簡單，因此對於那些需要這種引擎的高速飛行器相當有用，比如導彈。而武器設計者試圖在火炮中使用衝壓引擎的技術；例如，使用衝壓引擎輔助的120mm口徑噴進彈（Rocket-assisted projectile），射程可達35公里。此外，衝壓引擎也被應用於直升機的翼端引擎，但效率並不高。
衝壓引擎經常與脈衝壓式噴射引擎混淆。脈衝引擎使用間歇的燃燒方式，而衝壓引擎採用連續燃燒的方式。這兩種引擎有著本質的區別。

## 歷史
法國發明家René Lorin在1913年發明衝壓引擎，並申請專利。但是由於缺少足夠的材料，建造原型機的工作失敗了。
在1915年，匈牙利發明家Albert Fonó設計了一種增加火炮射程的解決方案。他將火藥發射的炮彈與衝壓引擎推進結構結合起來，使得儘管發射速度比較低，炮彈仍能有較遠的射程，同時也允許相對輕型的火炮可以發射重型的炮彈。Fonó將他的發明提交給了奧匈軍隊，但是這項提案被否決了。在第一次世界大戰之後，Fonó回到了噴氣推進的課題中。1928年5月，他在一份德國專利申請中描述了一種可以用於高海拔超音速飛行器的噴氣引擎。而在附加的專利申請中，他調整了引擎使之可以用於亞音速飛行。經過四年的專利審查，於1932年他獲得了這項專利（德國專利號No. 554,906, 1932-11-02）。

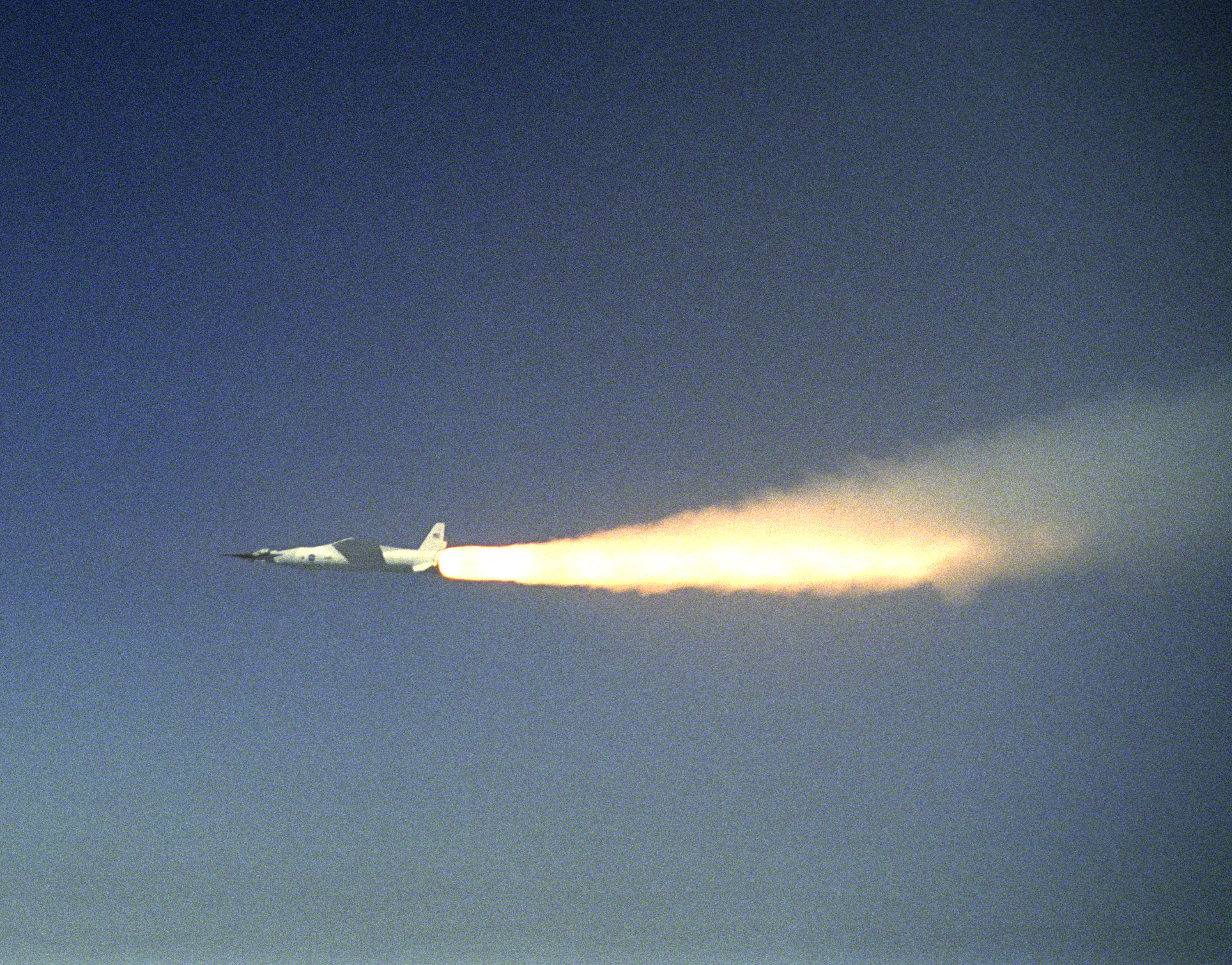
飛馬火箭推動的X-43試驗機，可達到10馬赫（2004年）。

美國海軍使用“Gorgon”這個名字發展了一系列空對空導彈，使用了不同的推進技術，其中也包括了衝壓引擎。Glenn Martin使用衝壓引擎製造了Gorgon四型導彈，於1948年和1949年在Point Mugu海軍航空站測試。這枚導彈中使用的衝壓引擎由南加州大學設計，由Marquardt Corporation製造。這個引擎長7英尺，直徑20英寸，被安放於導彈下部。
在蘇聯，超音速衝壓引擎的理論在1928年由Brois S. Stechkin提出。Yuri Pobedonostsev對衝壓引擎進行了大量地研究。第一個引擎，GIRD-04在1933年4月由I.A. Merkulov設計並測試。為了模擬超音速的飛行，實驗中向引擎提供了200個大氣壓的空氣，而引擎使用氫氣作為燃料。衝壓引擎GIRD-08使用了磷作為燃料。為了測試這台引擎，實驗者使用一個加農炮將它發射出去。這些炮彈可能是最早的噴氣動力的超音速彈丸。1939年，Merkulov將衝壓引擎用於R-3二級火箭，並進行了相關的測試。這年8月，他製造了首架以衝壓引擎作為附加動力的戰鬥機，引擎名為DM-1，並於12月進行了世界上首次以衝壓引擎為動力的飛行。飛機為一架經過改裝的Polikarpov I-15，使用了兩部DM-2引擎。1941年，Merkulov開始設計一種衝壓引擎為動力的戰鬥機Samolet D，但沒能完成。在第二次世界大戰中，兩部他設計的DM-4型引擎被安裝在Yak-7 PVRD戰鬥機上。1940年，以液態燃料火箭發射、以衝壓引擎為飛行動力的Kostikov-302實驗飛機設計完成。該專案於1944年取消。1947年，Mstislav Keldysh提出了一種遠距離軌道轟炸機的設計方案，使用衝壓引擎來代替火箭引擎。1953年，NPO Lavochkin和Keldysh開始設計三倍音速的衝壓引擎驅動的巡航導彈，Burya。該專案與R-7 ICBM同時完成，於1957年取消。
1936年，Hellmuth Walter建造了以使用天然氣作為動力的測試引擎。BMW、容克斯和DFL進行了理論的研究工作。在1941年，來自DSL的Eugen Sänger提出了一種使用非常高燃燒溫度的衝壓引擎。他建造了非常大的衝壓引擎管道（直徑為500 mm和1000mm）並在卡車上和設置在以高達200m/s飛行的飛機上的專用的測試設備上進行了測試。隨後，由於戰爭中汽油在德國變成了稀缺資源，測試使用了塊狀的壓縮煤作為燃料。但是由於煤燃燒速度慢，測試沒有成功，

## 结构
在空气中高速运行的物体将会在运行的前方产生高压区域，而后方产生低压区域。冲压发动机利用了发动机前方的高压使空气进入发动机管道，随后，空气与燃料混合燃烧。加热后的空气传送到喷嘴并被加速至超音速。这个加速给予冲压发动机前进的推力。
冲压发动机通常被描述成“飞行的烟囱”。这个设备非常简单，包括一个进气口、燃烧室、和一个喷嘴。通常，冲压发动机中唯一的活动结构在涡轮泵中，这个泵将液态燃料泵入燃烧室。而固态燃料的冲压发动机的结构更为简单。作为对比，一个涡轮喷气发动机通常包括涡轮驱动的风扇来压缩空气，这将使发动机在低速时有更高的效率，而此时冲压发动机的效率比较低。但是涡轮喷气发动机更加复杂、沉重，造价也更昂贵。涡轮机的温度限制也限制了最高速度与高速时的推力。

### 进气口
冲压发动机利用了入口附近的非常高的动态压力。有效率的空气入口可以恢复大部分自由流滞止压力，这个压力可以用来支持燃烧与喷嘴处的膨胀过程。
大多数冲压发动机在超音速的状态下才能工作。进气口通过进气道截面积的变化使得气流速度降低，最终在出口处达到亚音速。进一步地传播将使得气流的速度进一步下降到适于燃烧的水平。
由于气流已经降至亚音速，亚音速的冲压发动机不需要复杂的进气口设计。略超过音速时，这个设计也可以使用，但是空气将在进气口阻塞，使发动机效率降低。

### 燃烧室
和其他的喷气发动机类似，燃烧室的功能是提供加热的空气。燃烧室需要将燃料与恒定气压的空气混合并燃烧，以完成该功能。由于通常流经发动机的气流速度很高，受保护的燃烧区域通常使用火焰稳定器来防止火焰被吹灭。

## 原理
衝壓發動機本身沒有活動的部分，氣流從前端進氣口進入發動機之後，利用進氣道截面積的變化，讓高速氣流降低速度，並且提高氣體壓力。壓縮過後的氣體進入燃燒室，與燃料混合之後燃燒。由於衝壓發動機維持運作的一個重要條件就是高速氣流源源不決的從前方進入，因此發動機無法在低速或者是靜止下繼續運作，只能在一定的速度以上才可以產生推力。為了讓衝壓發動機加速到適合的工作速度，必須有其他的輔助動力系統自靜止或者是低速下提高飛行速度，然後才點燃衝壓發動機。
由於沒有活動組件，衝壓發動機與一般噴氣發動機比較起來，重量較低，結構也比較簡單，不過衝壓發動機在低速時的氣體壓縮效果有限，因此低速時效率比較差。
衝壓發動機適合的工作環境是在2馬赫與以上的速度，最低啟動速度也大約是此界線，隨著速度逐漸增加，氣體的衝壓效應在3馬赫時效率會大幅壓過渦輪噴射引擎，而此時的渦輪噴射發動機受限於超溫往往已經無法運作了，但是衝壓發動機在燃燒的階段，進氣氣流的速度仍然需要經過震波減速在音速以下，否則燃燒過程將無法維持。新一代的衝壓發動機稱為超音速燃烧冲压发动机（Scramjet），這種發動機的氣流在燃燒階段還是維持在音速以上的速度，在技術難度上更高，也是目前主要發動機公司發展的對象。

## 外部連結
- NASA ramjet information and model（页面存档备份，存于）
- "Riding The Ramjet" （页面存档备份，存于） January 1949, Popular Mechanics article that covers the USAF first experiment with ramjets on a P-80 fighter
- The Boeing Logbook: 2002–2004
- Design notes on a ramjet-powered helicopter（页面存档备份，存于）